# ジェルメーヌ・ティッサン＝ヴァランタン
ジェルメーヌ・ティッサン＝ヴァランタン（Germaine Thyssens-Valentin、1902年7月27日 - 1987年7月7日）はオランダ出身のフランスのピアニスト。ガブリエル・フォーレを主要なレパートリーとした。
オランダのマーストリヒトでオランダ人の父親とフランス人の母親の間に生まれる。リエージュ王立音楽院でピアノやチェンバロなどを学んだ後、1914年にフォーレが当時の院長を務めていたパリ音楽院に入学し、イシドール・フィリップに師事する。後に、マルグリット・ロンにも教えを受け、1920年にはピアノ科の一等賞を受賞している。しかし、1924年に結婚して子供ができると演奏活動を中断し、以降長らく育児に専念する。
1951年にモーツァルトのピアノ協奏曲第23番K.488を弾いて演奏活動を再開。その後、ヨーロッパ各地でリサイタルやオーケストラとの共演を重ねる。レパートリーはバッハなどのバロック音楽から近代フランスの作品まで幅広いが、とりわけフォーレの作品の紹介には積極的で、ピアノ独奏曲や室内楽の全曲演奏チクルスを開くなど、その普及への貢献は多大であった。その後、1987年にパリで亡くなるまでリサイタルを開くなど演奏活動を続けた。
1958年にアメル社が出版したフォーレの夜想曲集の楽譜では運指を担当している他、録音技師のアンドレ・シャルランとの共同作業により、デュクレテ・トムソンとシャルランの両レーベルにフォーレをメインに多くの録音も残している。
ちなみに、弓職人のベノワ・ローランは孫に当たり、彼は小さい頃にピアノを祖母に教わっていたそうである。